# Glabroserolis specialis
Glabroserolis specialis är en kräftdjursart som beskrevs av Menzies 1962. Glabroserolis specialis ingår i släktet Glabroserolis och familjen Serolidae. Inga underarter finns listade i Catalogue of Life.